# West Caister
West Caister är en civil parish i Storbritannien.   Den ligger i grevskapet Norfolk och riksdelen England, i den sydöstra delen av landet, 180 km nordost om huvudstaden London. Antalet invånare är 195. Arean är 6,9 kvadratkilometer.
Terrängen i West Caister är mycket platt.